# Thomas Howard, 4:e hertig av Norfolk

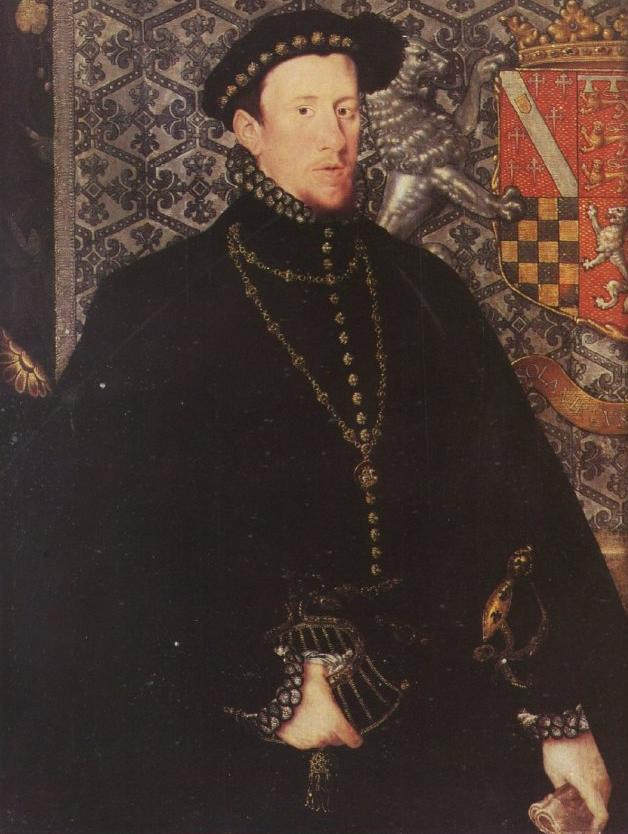
Thomas Howard, 4:e hertig av Norfolk.

Thomas Howard, 4:e hertig av Norfolk,  född den 10 mars 1536, död den 2 juni 1572, var en engelsk statsman, son till Henry Howard, earl av Surrey.
Howard fick till drottning Marias tronbestigning 1553 en protestantisk uppfostran, men närmade sig sedan katolikerna, blev 1553 earl av Surrey och efter Marias giftermål kammarherre hos hennes gemål Filip II.
Han bibehöll hovgunsten även under drottning Elisabets första regeringstid, men förverkade den ohjälpligt genom sina 1568 inledda giftermålsunderhandlingar med hennes fånge, Maria Stuart. Han satt oktober 1569 - augusti 1570 fången i Towern och frigavs endast mot löfte att avstå från sina misshagliga giftermålsplaner. 
Lättledd och självsäkert litande på tryggheten i sin ställning som högadelns tongivande man, lät Norfolk sig emellertid av Marias vänner lockas in i högförrädiska förbindelser med Spanien och invecklades i florentinaren Ridolfis sammansvärjning mot Elisabets tron. 
Sammansvärjningen upptäcktes, Norfolk insattes ånyo (september 1571) i Towern, dömdes till döden, och Elisabet lät avrätta honom på Tower Hill för att statuera ett på högadeln verksamt varnande exempel. 
Gift 1:o 1555 med lady Mary Fitzalan (död 1557) , dotter till Henry Fitzalan, 19:e earl av Arundel. Gift 2:o 1558 med Margaret Audley (död 1563), dotter till Thomas Audley, 1:e baron Audley av Walden. Gift 3:e gången 1566 med Elizabeth Leyburne (död 1567).

## Barn
- Philip Howard, 20:e earl av Arundel (1557-1595)
- Lady Margaret Howard (f. 1558 )
- Thomas Howard, 1:e earl av Suffolk (1561-1628) gift 1:o 1577 med Mary Dacre. Gift 2:o 1583 med Katherine Knyvet
- Lord William Howard (1563-1640) gift 1577 med Elizabeth Dacre